# بند تپه
بند تپه مربوط به دوره اشکانیان -اواسط دوران‌های تاریخی پس از اسلام است و در شهرستان کنگاور، روستای کارخانه واقع شده و این اثر در تاریخ ۱۰ دی ۱۳۸۱ با شمارهٔ ثبت ۶۸۷۵ به‌عنوان یکی از آثار ملی ایران به ثبت رسیده است.